# Jette Kuipers
Jette Kuipers (Tubbergen, 23 juli 2002) is een Nederlands volleybalspeelster. Kuipers kwam in Nederland uit voor Dynamo Tubbergen, Talentteam Papendal en VV Apollo 8. Sinds 2024 komt ze uit voor het Duitse VfB 91 Suhl.

## Carrière
Kuipers begon met volleyballen in haar geboortedorp bij Dynamo Tubbergen. Ze voegde zich in 2018 bij Talentteam Papendal in de Eredivisie. In 2021 maakte Kuipers de overstap naar eredivisionist VV Apollo 8. Een jaar later verlengde ze haar contract bij de volleybalclub uit Borne. In 2024 ging Kuipers bij het Duitse VfB 91 Suhl haar eerste buitenlandse avontuur aan. In haar debuutseizoen wist ze in het bekertoernooi de Duitse topclub Schweriner SC uit te schakelen.
In april 2018 nam ze met het Nederlandse juniorenteam deel aan het EK -17. De eerste wedstrijd tegen Duitsland ging verloren. Ze werd ook door bondscoach Marko Klok opgenomen in de selectie van het WK -20 in Rotterdam.